# 北軍中候
北軍中候（ほくぐんちゅうこう）は、中国の後漢以降の官職。宮殿を守る五営を統括した。
秩禄は六百石で、屯騎校尉、越騎校尉、歩兵校尉、長水校尉、射声校尉（各秩禄比二千石）の五営を監督することが職務であった。
前漢においては中塁校尉が置かれて北軍を総領したが、後漢では廃止されている。
北軍中候は属吏7人がおり、北軍中候自らが選んで招聘することができた。
三国時代の魏においては北軍中候の役割を中領軍が果たすようになっており、北軍中候は廃止されたが、晋の武帝司馬炎の泰始4年（268年）に北軍中候が復活している。最終的には中領軍・領軍将軍が置かれ、南朝宋以降北軍中候は廃止された。